# Karima Bennoune
Karima Bennoune (25 de junio de 1967) es una investigadora y profesora de derecho argelina formada en Estados Unidos especializada en derechos humanos, derechos culturales y derecho internacional. Desde noviembre de 2015 es relatora especial de las Naciones Unidas en la esfera de los derechos culturales. 

## Trayectoria
Hija de un antropólogo y profesor universitario, Mahfoud Bennoune, que se vio obligado a dejar la enseñanza en la universidad y su propia casa en Argel por las amenazas de muerte de grupos fundamentalistas islámicos creció en Argelia y Estados Unidos. 
Se graduó en derecho en la Universidad de Míchigan (1994) en el programa de derecho de Oriente Medio y África del Norte. También se graduó en Estudios de la mujer.
En 1995, se desempeñó como delegada del Centro para el Liderazgo Global de las Mujeres en el Foro de ONG en la Cuarta Conferencia Mundial sobre la Mujer en Beijing, donde brindó asesoramiento legal al Tribunal para la rendición de cuentas mundial por las violaciones de los derechos humanos de las mujeres. Desde 1995 hasta 1999 estuvo radicada en Londres como asesora legal en Amnistía Internacional. Durante una década fue profesora de derecho en la Facultad de derecho de la UCDaves.
En 2013 publicó el libro "Your fatwa does not apply here: Untold Stories from the Fight Against Muslim Fundamentalism" basado en una investigación y entrevistas a más de 300 personas de 30 países, todas ellas con un legado musulmán, y cuenta sus historias desafiando al extremismo. El libro recibió el premio literario Dayton para la Paz (2014). 
Es profesora de Derecho en la Facultad de Derecho de la Universidad de California e investigadora en el programa Martin Luther King, Jr. Hall  derechos humanos y derecho internacional.  
Ha sido consultora para la UNESCO y ha realizado también misiones sobre el terreno como observadora de juicios y procesos electorales en varias regiones del mundo.
Ha publicado artículos en varios medios de comunicación entre ellos el periódico británico The Guardian.
También ha sido miembro del consejo ejecutivo de la Sociedad Estadounidense de Derecho Internacional y miembro de la junta directiva de Amnistía Internacional de EE. UU. y miembro de la junta de la red internacional Women Living Under Muslim Laws.
En noviembre de 2015 fue nombrada relatora especial de las Naciones Unidas en la esfera de los derechos culturales. Ha presentado informes sobre la herencia cultural (2016)  o sobre diversas formas de fundamentalismo y extremismo y sus graves repercusiones en los derechos culturales de las mujeres considerando que los derechos humanos de las mujeres, incluidos los derechos culturales, son un factor decisivo en la lucha contra el fundamentalismo y el extremismo, sin el cual esta lucha no puede tener éxito.
En 2017 participó como experta para la Corte Penal Internacional durante la fase de reparaciones del caso The Fiscal v. Ahmad Al Faqi Al Mahdi, sobre la destrucción intencional de sitios del patrimonio cultural en Malí.

## Posiciones
Considera que el fundamentalismo islámico no surge de un enfoque conservador o tradicional sino que es la extrema derecha musulmana.

## Publicaciones
- "Your fatwa does not apply here" (2013) Norton and Company (en) Votre fatwa ne s’applique pas ici : Histoires inédites de la lutte contre le fondamentalisme musulman (fr)